# Bad Lippspringe
Bad Lippspringe é uma cidade da Alemanha localizado no distrito de Paderborn, região administrativa de Detmold, estado de Renânia do Norte-Vestfália.